# Quartier Saint-Paul

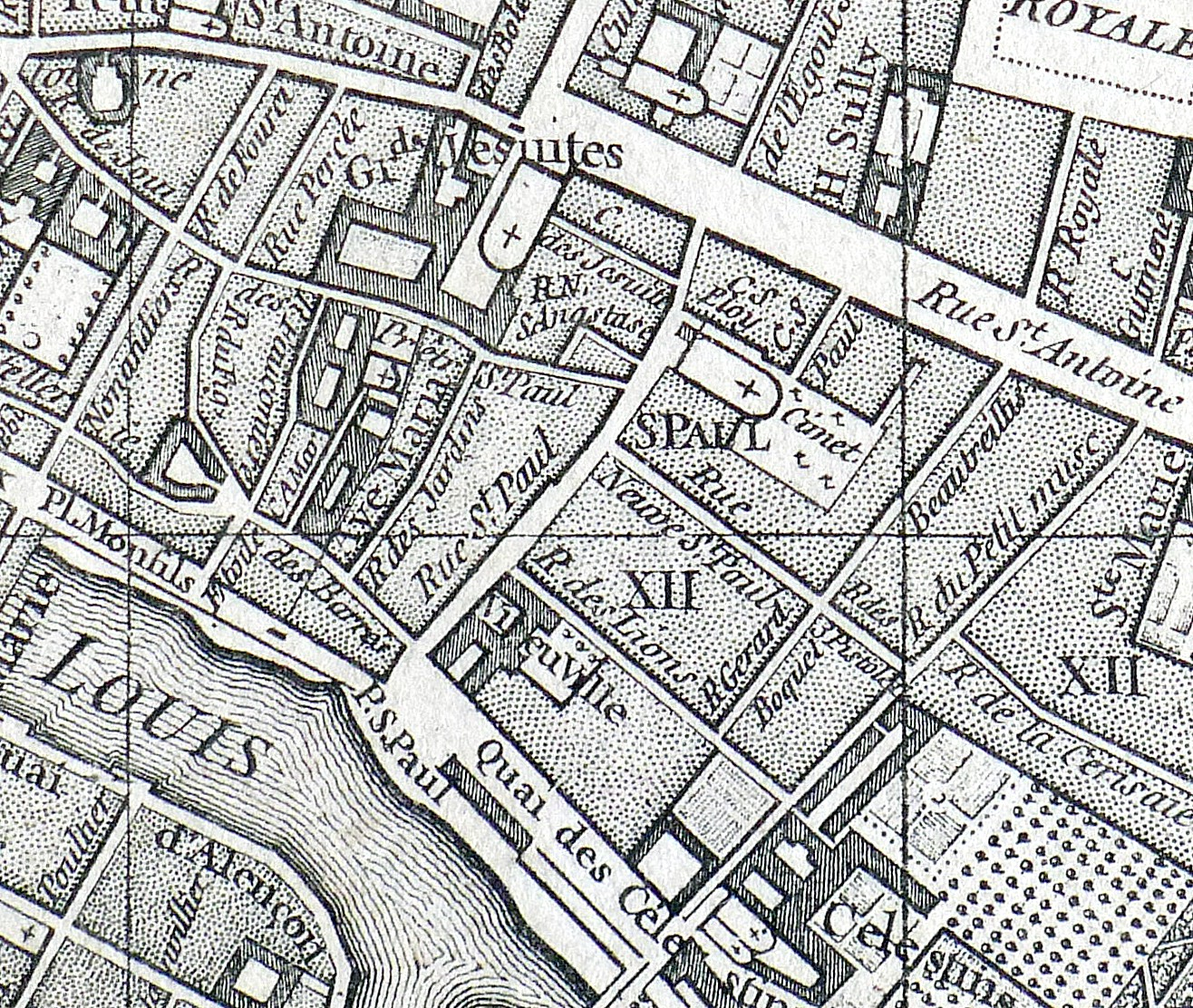
Saint-Paul na mapě z roku 1760

Quartier Saint-Paul (česky čtvrť svatého Pavla) je historická čtvrť v Paříži, která tvoří součást čtvrti Marais. Rozkládá se ve 4. obvodu na území administrativní čtvrtě Saint-Gervais. Své jméno získala podle kostela Saint-Paul-des-Champs zasvěceného sv. Pavlu Thébskému, který zanikl během Velké francouzské revoluce. Ve čtvrti se nachází mj. kostel svatého Pavla a Ludvíka a architektonická enkláva malých uliček a dvorků nazývaná Village Saint-Paul (Vesnice svatého Pavla).

## Poloha
Čtvrť se rozkládá mezi ulicemi Quai des Célestins na nábřeží Seiny na jihu, Rue des Nonnains-d'Hyères a Rue de Fourcy na západě, Rue Saint-Antoine na severu a Rue du Petit-Musc na východě.

## Historie
Území na většině pravého břehu nebylo v raném středověku obydleno. Jedinou stavbou byly silnice z dob pozdní antiky vedoucí k mostu na ostrov Cité a levý břeh, kde se rozkládala Lutetia. Silnice vedoucí z Lutetie do Melunu byla postavena ve 2. století a odpovídá současné trase Rue François-Miron a Rue Saint-Antoine. Byla objevena v roce 1899 v Rue Saint-Antoine mezi křižovatkami s ulicemi Rue de Birague a Rue des Tournelles v délce 120 metrů. Jednalo se o základy římské silnice, zesílené pomocí pilotů, opěrných zdí až 1,30 m širokých a příčných zdí sloužících jako pilíře. Pravý břeh, přes který cesta vedla, byl totiž velmi bažinatý (odtud výraz Marais – bažina), a proto zpočátku neobydlený.
Kolem roku 632 svatý Eligius založil na okraji močálu malou kapli zasvěcenou svatému Pavlovi se hřbitovem pro sestry z opatství Saint-Martial (kláštera, který se nacházel na ostrově Cité, kde bylo zakázáno pohřbívat). Později bylo kolem kaple postaveno několik domů a tak vznikla malá vesnice. Kdy byla kaple přeměněna na kostel Saint-Paul-des-Champs (Svatý Pavel v Polích) není známo, ale farnost byla založena v roce 1080. Kostel byl přestavěn v letech 1430-1431 a v roce 1790 za Velké francouzské revoluce byl uzavřen. Byl prodán v roce 1796 a téměř zcela zničen v roce 1799 (část jeho zdi se dochovala na rohu ulic Rue Neuve-Saint-Pierre a Rue Saint-Paul).
Také hřbitov byl zrušen během revoluce. Rozkládal se v místě dnešní Rue Neuve-Saint-Pierre a používal se od 7. století do roku 1791. Na třech stranách byly zřízeny kostnice. Byl jedním z hlavních hřbitovů v Paříži, ve velikosti ho překonal pouze hřbitov Neviňátek. Byl zde pohřben např. François Rabelais, François Mansart, tzv. Muž se železnou maskou nebo Jules Hardouin-Mansart. Jejich ostatky jsou dnes uloženy v pařížských katakombách.
V 10. století se oblast nacházela ještě daleko za samotným městem. Částečně byla připojena k městu až při stavbě městských hradeb Filipem II. Augustem v letech 1190-1210. Tím byla farnost svatého Pavla rozdělena na dvě části: hradby začínaly u Quai des Célestins a vedly ulicemi Rue du Fauconnier a Rue des Jardins-Saint-Paul, kde se dochoval jejich pozůstatek dlouhý 60 m a vysoký 7,60 m mezi dvěma kulatými věžemi o průměru 6 m. Hradby pokračovaly dnešními ulicemi Rue de l'Ave-Maria, Rue Charlemagne na Rue Saint-Antoine.
V roce 1264 Ludvík IX. založil společenství bekyň přiléhající k hradbám v místě dnešního Lycée Charlemagne. Bekináž tvořil malý kostel, domy kolem nádvoří a škola pro dívky bekyň. V roce 1461 Ludvík XI. nahradil bekyně františkány, kteří přejmenovali celek na klášter Ave-Maria.
Ve 14. století byla celá oblast zahrnuta do města díky novým hradbám Karla V. a začlenila ji do čtvrtě Saint-Gervais. Po povstání měšťanů, které vedl Étienne Marcel v roce 1358, se královská rodina usídlila v této čtvrti na pravém břehu. Karel V. v letech 1361-1366 získal různé budovy a pozemky a vybudoval zde královský palác Saint-Pol. Naopak Karel VII. a jeho nástupci se raději usadili v paláci Tournelles a později v Louvru a palác Saint-Pol byl postupně rozprodán.
V letech 1550-1560 byl palác Saint-Pol odstraněn, čímž vznikly ulice Rue Charles-V, Rue Beautreillis a Rue des Lions-Saint-Paul. V roce 1580 byl palác Hôtel de La Rochepot nabídnut jezuitům, kteří zde zřídili svou kolej. Dnešní kostel svatého Pavla a Ludvíka byl jejich kostelem.
Některé ulice ve čtvrti unikly modernizaci Paříže v 19. století a zachovaly si původní vzhled (jsou pouze dva až tři metry široké, s nárožními kameny na ochranu): Rue Éginhard, Rue du Prévôt, Passage Charlemagne a Passage Saint-Paul.
V roce 1702 byla čtvrť Saint-Gervais v úrovni ulice Rue Geoffroy-l'Asnier rozdělena na dva díly: západní část byla připojena ke čtvrti Grève a z východní vznikla čtvrť Saint Paul.
Během Velké francouzské revoluce se čtvrť stala západní částí nově vytvořené sekce Arsenal. V roce 1797 byla bývalá jezuitská kolej přeměněna na jednu ze tří ústředních škol v Paříži a v roce 1804 z ní vzniklo Lycée Charlemagne. Klášter Ave Maria byl nejprve přeměněn na kasárna, v roce 1878 byl zbořen a nahrazen školou, která je nyní součástí lycea.